# Pseudostachia populosa
Pseudostachia populosa är en urinsektsart som först beskrevs av Selga 1963.  Pseudostachia populosa ingår i släktet Pseudostachia, och familjen Odontellidae. Arten är reproducerande i Sverige.